# Rapsmetylester
Rapsmetylester (rapsoljemetylester), förkortat RME, är ett bränsle som ersätter diesel, bland annat för bussar.

## Framställning
Rapsmetylester, förkortat RME,  går ofta under namnet biodiesel som i sin tur är en form av FAME (Fatty Acid Methyl Ester), vilket är ett samlingsnamn på biodiesel som i huvudsak har vegetabiliska oljor som råvara. Rapsmetylester tillverkas av rapsolja och  metanol samt (som katalysator) metoxiderna(en) av kalium eller natrium. 
RME minskar påverkan på växthuseffekten i jämförelse med fossil diesel genom att rapsplantan tar upp nästan lika mycket koldioxid som det bildas vid förbränningen. Koldioxidbalansen påverkas också av utsläpp vid transport och odling.

## Användningsområden
RME är ett bränsle avsett för dieselmotorer och kan i stor skala blandas med andra lämpliga drivmedel, såsom vanlig dieselolja. Den mesta dieseln som säljs i Sverige innehåller sju procent (Preem) RME.[källa behövs] Vintertid sänks dock denna halt.
Ett annat exempel på blandbränsle där RME ingår, är Scafi 101 som innehåller cirka 30 % RME och 70 % motorfotogen. RME kan även användas i villor med oljepannor efter mindre modifieringar av brännarutrustningen. Bi- och restprodukter kan användas som foder, gödsel, asfaltering och vid produktion av smink.